# Teplá Bystřice
Teplá Bystřice (německy  a na německém území Warme Pastritz) je vodní tok v okrese Domažlice v Plzeňském kraji a v zemském okres Cham vládního obvodu Horní Falc v Bavorsku v Německu, levostranný přítok Kouby (na německém území jako Chamb).
Délka toku měří 12,9 km, z toho na českém území 10,2 km. na německém území necelé 3 km.
Mezi hraničními znaky 17/10–18 tvoří státní hranici mezi Českem a Německem v délce 0,68 km.
Plocha povodí činí 17,8 km², z toho na českém území 14,9 km².

## Průběh toku
Potok pramení v nadmořské výšce 833 metrů na severním svahu Čerchova v Českém lese v CHKO Český les. Nedaleko pramene Teplé Bystřice, asi 300 metrů severně pramení Černý potok (Čerchovka), pravostranný přítok Radbuzy a asi 450 metrů jihozápadně pramení další Černý potok (Schwarzbach), levostranný přítok Nemanického potoka (Böhmische Schwarzach). Neobydlenou zalesněnou krajinou přitéká k přírodní rezervaci Bystřice, kterou protéká při jejím severozápadním okraji. Po opuštění území rezervace je po asi 1,2 km odváděna část toku historickým umělým korytem – náhonem Teplé Bystřice.
Kdysi odtékaly veškeré vody do Bavorska. Roku 1571 však byla svedena část toku umělým korytem (náhonem Teplé Bystřice) do Domažlic k pohonu několika mlýnů a k napájení městských vodovodů i obranných příkopů. Vybudováním náhonu došlo k vytvoření umělé hranice evropského rozvodí a propojily se dvě úmoří, a to úmoří Černého moře a úmoří Severního moře.
Vody z Teplé Bystřice jsou odváděny do povodí Dunaje (Kouba→Řezná→Dunaj), z náhonu Teplé Bystřice do povodí Labe (Zubřina→Radbuza→Berounka→Vltava→Labe). V minulosti se o vodu z Teplé Bystřice vedly velké spory. Před vybudováním umělého kanálu totiž tekla voda směrem k Folmavě a toto území bylo vodou dostatečně zásobované. Po vybudování umělého náhonu v místě bifurkace ustanovilo město Domažlice dozorce, který hlídal a bránil vodu před folmavskými obyvateli, zejména mlynáři, kteří měli nouzi o vodu, což jim způsobovalo značné škody. Folmavští mlynáři dohnali spory až ke krajskému soudu v Plzni. Soud dal za pravdu folmavským mlynářům.
Západně od České Kubice opouští potok území CHKO Český les a mění směr na jižní. Obtéká zástavbu Dolní Folmavy a okraj zástavby v Horní Folmavě a přitéká ke státní hranici. Na úseku necelých 700 metrů tvoří státní hranici, podtéká silnici I/26 a po opuštění státní hranice s Německem pokračuje již na německém území jako Warme Pastritz. Severovýchodně od města Furth im Wald se zleva vlévá do řeky Kouby, která na německé území již nese německý název Chamb.

## Mlýny
Na Teplé Bystřici stálo několik vodních mlýnů. Nejvýše položeným mlýnem byl Hamerský mlýn, následoval Folmavský mlýn, oba v Dolní Folmavě. Další mlýny stály v Horní Folmavě, a to Schmalz Mühle a Šteflův mlýn.